# 크리스토퍼 로빈

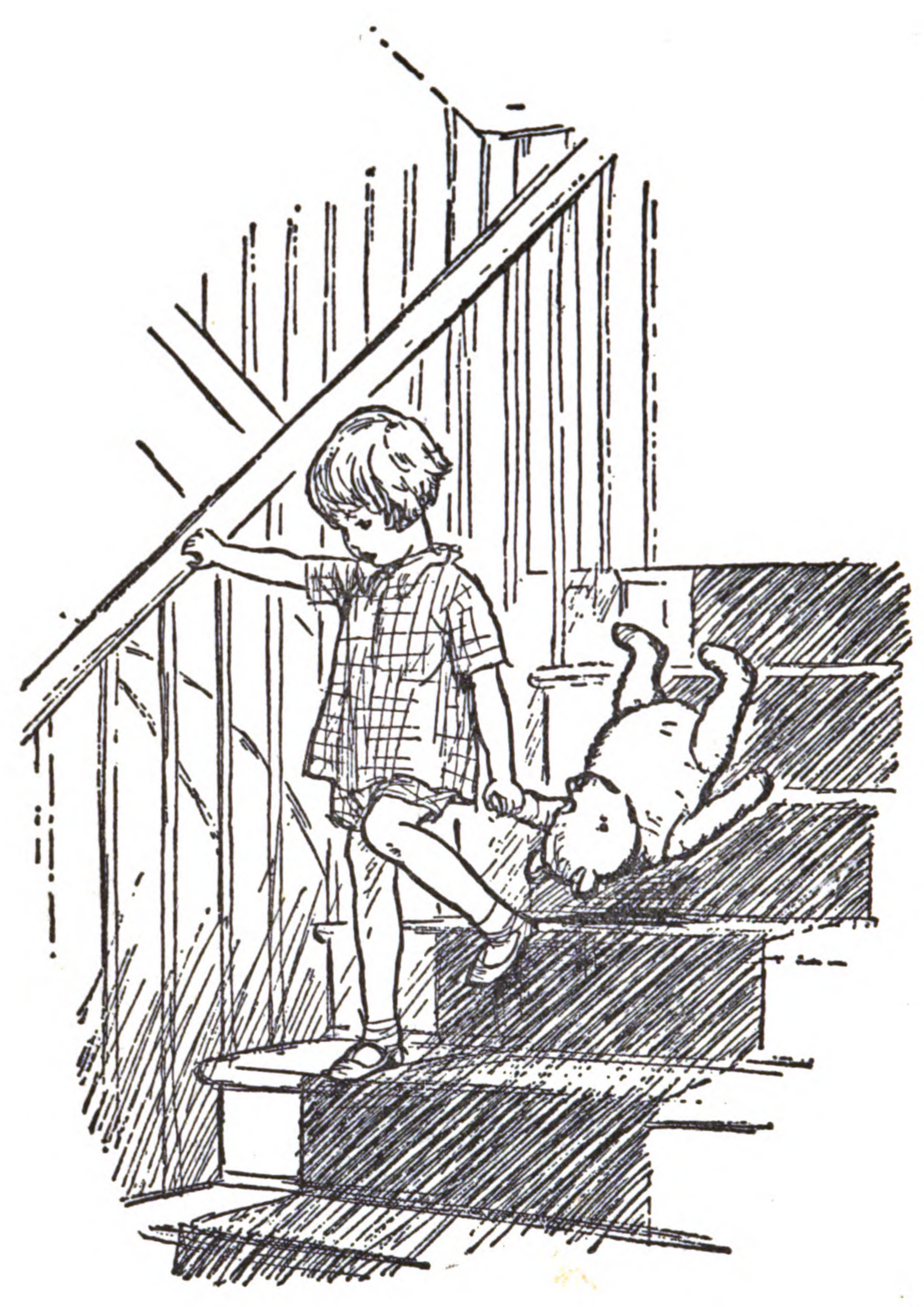
1926년, E. H. 셰퍼드가 그린 크리스토퍼 로빈

크리스토퍼 로빈(영어: Christopher Robin)은 곰돌이 푸의 작가 A. A. 밀른이 아들 크리스토퍼 로빈 밀른을 기반으로 만든 캐릭터이다. 크리스토퍼 로빈은 밀른의 인기 있는 시집과 곰돌이 푸에 등장하며, 이후 푸 이야기의 다양한 디즈니 각색 작품에도 등장한다.